# Теория за общото икономическо равновесие
Теория за общото икономическо равновесие (на английски: general equilibrium theory) е клон на теоретичната неокласическа икономика. Тя се стреми да обясни поведението на предлагането, търсенето и цените в дадена цялостна икономика с няколко или много пазари, като се опитва да докаже, че равновесни цени за стоките съществуват и че всички цени са в равновесие, оттук и общо равновесие, в контраст с частичното равновесие. Както с всички модели, това е абстракция, направена на база на реалната икономика, тя е създадена, за да бъде удобен модел, едновременно смятайки равновесните цени като дългосрочни цени и смятайки (понякога) актуалните цени като девиации от равновесието.